# 321357 Mirzakhani
321357 Mirzakhani è un asteroide della fascia principale. Scoperto nel 1994, presenta un'orbita caratterizzata da un semiasse maggiore pari a 2,4468483 UA e da un'eccentricità di 0,2157490, inclinata di 6,95346° rispetto all'eclittica.